# Galatheavalvidae
Galatheavalvidae zijn een familie van tweekleppigen uit de superorde Imparidentia.

## Taxonomie
Het volgende geslacht is bij de familie ingedeeld:
- Galatheavalva Knudsen, 1970